# 부뇰

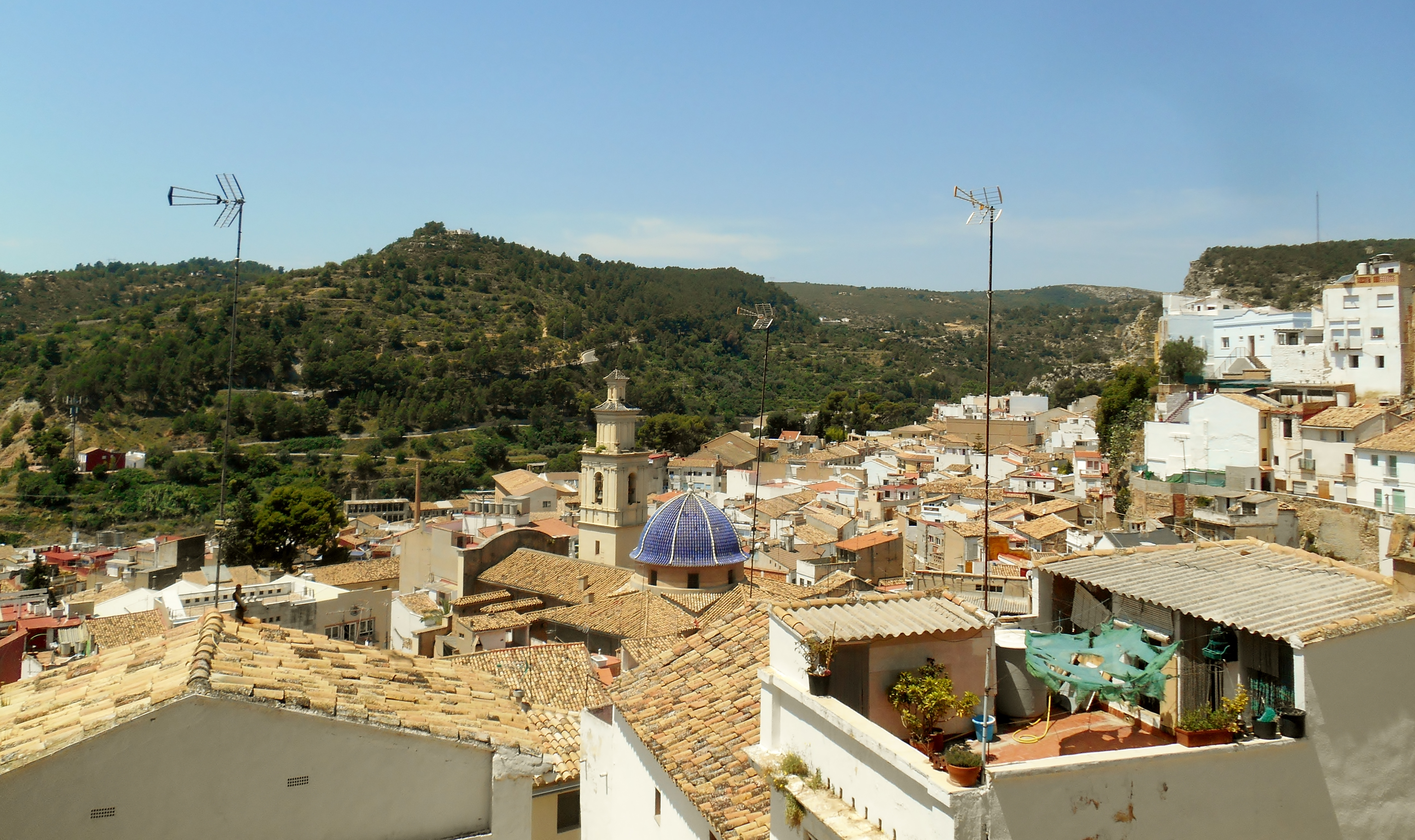
부뇰

부뇰(Buñol)은 스페인 발렌시아주의 도시로, 인구는 9,940명이다. 발렌시아로부터 서쪽으로 약 40km에 떨어진 곳에 위치한다. 매년 8월 마지막 수요일에 열리는 토마토 축제 토마티나로 유명하다.